# 司徒美堂
司徒美堂（しと びどう、Si-tu Mei-tang、1868年4月3日 - 1955年5月6日）は、戦前期アメリカで活躍した実業家で中国致公党（広東省紅門志公党、もとは洪門として知られる）創設者のひとり。開平出身で、その元の名前は司徒羡意、字は基赞、米国の華僑のリーダーである。

## 生涯

### 青年期
1875年以来、線香の徒弟として新会郡の学校を中退した後、私塾で4年間勉強する。1882年3月にに14歳で渡米。サンフランシスコのチャイナタウンで飲食店従業員となり、1885年に、華僑相互扶助組織洪門（致公堂）に加入。
1888年、店で食い逃げをした白人チンピラを殴り殺して逮捕。死刑を宣告された。華僑と洪門の人々はすぐに彼らを救うためにカンパし、懲役10ヶ月に減刑された。
1894年の冬、ボストンに致公堂の下部組織である安良堂を設立し、大佬（親分）に就任。
1895年春、米海軍に入隊し、米軍艦「パウロモ」のシェフを務めた。

### 政治活動

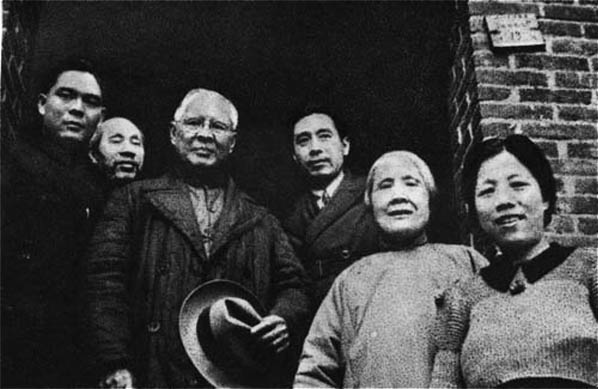
1941年12月、周恩来らが、八路軍の重慶事務所で司徒美堂、徐宗漢らを迎える。左から：司徒柱（司徒美堂の長男）、董必武、司徒美堂、周恩来、徐宗漢、鄧穎超

1904年、美堂はボストンで孫文と出会い、孫文のボディーガード兼シェフを務めた。5か月の滞在中、孫文は司徒美堂から資金の融通など革命活動の支援を受けました。1908年、司徒美堂は、駆け出しの弁護士フランクリン・ルーズベルトを法律顧問として雇用した。
1911年4月、広州での黄花崗起義は失敗し、同盟会は緊急に資金を必要としていた。カナダのフリーメーソン組織からカナダのビクトリア、バンクーバー、トロント、3つの4期住宅ローン法廷ビル、「バンクーバーの致公堂が最初に10,000香港ドルを寄付し、ビクトリアの不動産住宅ローン法廷300万香港ドル、地元の華僑はさらに4000香港ドル、トロントが10,000香港ドルと、合計70,000香港ドルと最も多い額を調達、米国や他の地域と合わせて、合計157,213香港ドルが調達された。武昌起義の後、孫文に中華民国総統としての支援を求めた。1924年初頭の国民党の北伐では、国民党も司徒美堂から強力な支援を受けた。美堂は、反日戦争の勃発後、国内の反日戦争を支援するために「華僑中国反日国民救済募金協会」の組織に参加し、華僑を積極的に動員して寄付を行った。
南安徽事件後に1941年6月、蒋介石へ自分の欲望表明「分裂に反対して団結に固執;降伏に反対し、抵抗の戦争で存続を」と電報する。1945年初頭、洪門公塘は「中国洪門党」に改名され、司徒美堂が党の米国本部の議長に選出された。日中戦争終結後、中国に帰国し、致公党の名のもとに活動を行った。
1945年4月、司徒美堂は国連準備委員会への中国代表団の華僑コンサルタントとして雇われた。
1946年4月、司徒美堂は中国に戻り、9月1日に上海に設立された中国洪門民治党を結成しました。
司徒美堂は、毛沢東の新民主主義を積極的に受け入れた。1948年春、蒋介石政権打倒と民主連合政府の樹立を訴える五・一スローガンに賛同。同年10月、司徒美堂は、「上毛主席致敬書」を中国共産党に送付。新政権下で新たに開かれる政治協商会議への参加を申し入れた。1949年、周恩来が中華人民共和国の略称を「中華民国」とする案の可否を諮った際に蒋介石への嫌悪感から強く反対意見を述べてそれが採用された。 9月30日、中華人民共和国中央人民政府委員会の委員に選出された。

### 死後
1955年5月8日の午後、司徒美堂は脳出血で亡くなった。享年87歳。周恩来中華人民共和国国務院首相が自ら式典を主宰し、中国僑聯主席の廖承志は悼辞の中で、「彼の生涯歩んだ道は、国外の愛国僑胞が阿片戦争以来歩んできた道である」と述べた。その後、遺体は北京八宝山革命公墓に埋葬された。
司徒美堂の死後、未亡人の張傑鳳は国から「知名人士の寡婦」として月額70元あまりの支給を受けていたが、1966年、文化大革命の「赤い八月」に紅衛兵から「悪者」と非難され、ベルトで殴り殺された。
1986年、故郷の開平に「司徒美堂記念館」が建設された。